# Bêcheux

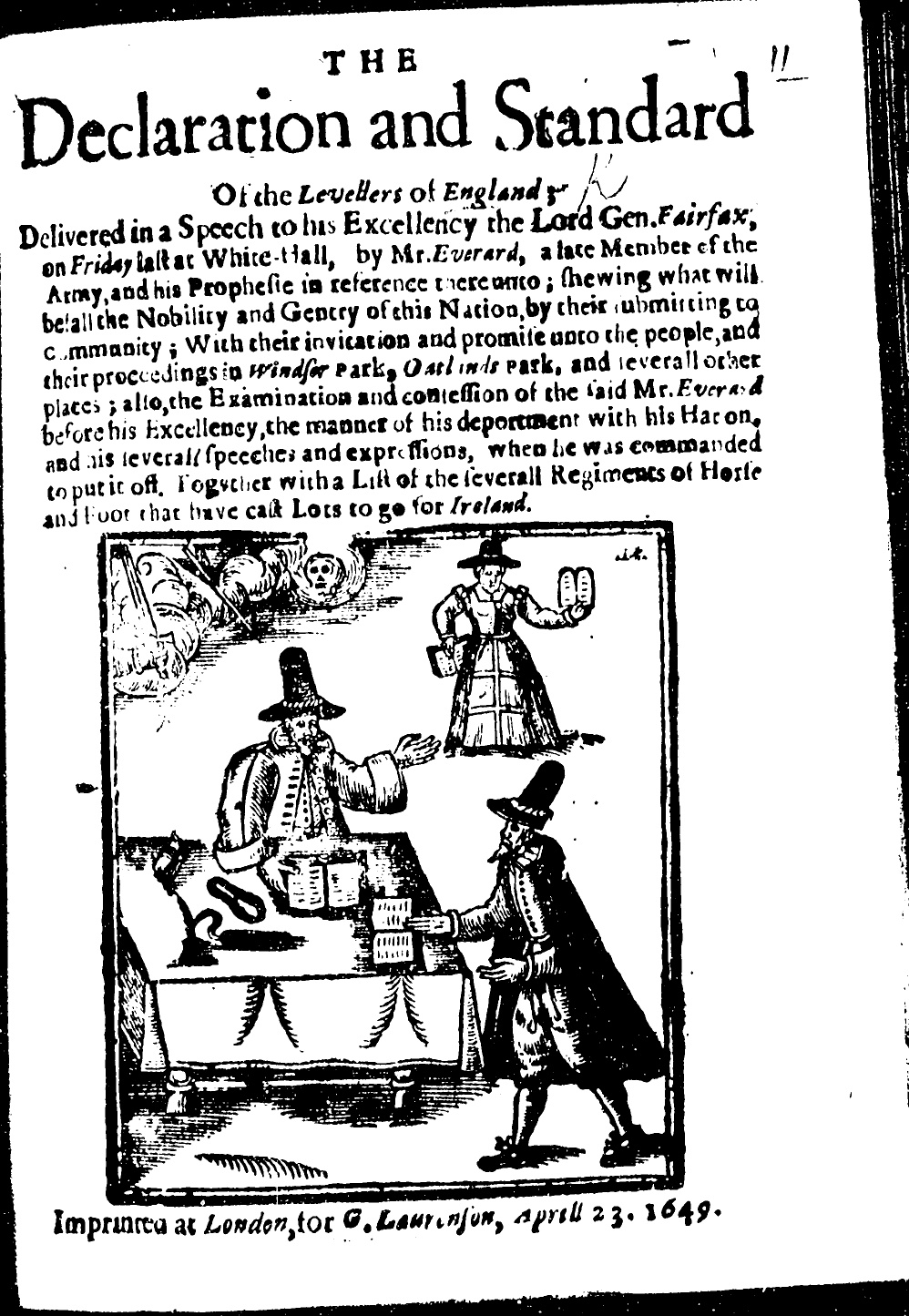
Gravure réalisée d'après un texte bêcheux, par William Everard.

Les Bêcheux, ou Piocheurs (Diggers en anglais), sont une faction protestante de la Première Révolution anglaise, fondée en 1649 par Gerrard Winstanley. Se faisant appeler Vrais Niveleurs à leurs débuts (True Levellers), le public finit par les baptiser « Bêcheux », Diggers, en raison du mode de vie qu'ils prônaient. Il s'agit du plus ancien collectif de squatteurs connu à ce jour et considéré comme un des précurseurs de l'anarchisme moderne.

## Dénomination
Leur nom s'explique par leur croyance en une sorte de communisme chrétien, selon certaines lectures des Actes des Apôtres. Les Bêcheux tentèrent de réformer l'ordre social existant par un style de vie strictement agraire (refusant l'Enclosure Act : l'appropriation privée des prés communaux et plus généralement des terres communales, terres qui étaient auparavant mises en commun par les paysans et habitants), s'organisant autour de petites communautés rurales autonomes et égalitaires.

## Historique
En 1649, Gerrard Winstanley rejoint William Everard pour cultiver des terres de la paroisse de Walton, à Saint Georges' Hill dans le Surrey. Cette initiative fait suite à l'occupation de l'église de Walton-on-Thames. Un groupe de journaliers se rassemble sur la colline de Saint-Georges, le 1er avril 1649, pour signifier que « c'est indéniablement affaire de justice que le peuple travailleur puisse bêcher, labourer et habiter sur les communes sans avoir à louer ou à payer une redevance à quiconque ». Le choix du dimanche pour mener cette action souligne symboliquement le refus des pratiques religieuses imposées par l'Église. Les propriétaires locaux les chassent. Les Diggers s'établissent à Cobham, mais la colonie est détruite pendant l'été 1650. D'autres colonies ont vu le jour un peu partout mais toutes ont connu le même sort que celle de Saint George's Hill. Le mouvement s'est donc éteint vers 1650.
Dans les deux années qui suivent, Winstanley publie une série de pamphlets, au nom des « méprisés de la terre ». Winstanley a écrit The Law of Freedom in a Platform en 1652. Il y développe l'idée que « lorsque l'humanité commença à acheter et à vendre, elle perdit son innocence ; et les hommes commencèrent alors à s'opprimer les uns les autres et à frauder leur droit naturel ». Dans The Saints Paradic, il écrit qu'« une fois la terre redevenue trésor commun... il adviendra que nul n'osera chercher à dominer les autres, nul n'osera tuer son prochain et ne désirera posséder davantage de terre que son voisin ». Et dans A Watch-Word to the City of London : « tous les hommes se sont dressés pour conquérir la liberté... et ceux parmi vous qui appartiennent à l'espèce des riches ont peur de la reconnaître car elle s'avance vêtue des habits du rustre... La liberté, c'est l'homme résolu à mettre le monde à l'envers, comment donc s'étonner que des ennemis l'assaillent… ».
Le mouvement des Diggers n'eut que peu d'influence durant le Commonwealth (nom de la nouvelle République) et le Protectorat d'Oliver Cromwell.

## Postérité
- Ils ont peut-être inspiré les communes évangéliques qui se sont développées en Amérique du Nord du XVIIe siècle, XVIIIe siècle (Frères moraves), XIXe siècle (Shakers) et début XXe siècle (Mennonites Bruderhof).
- Par ailleurs, la ballade Diggers Song rédigée par Gerrard Winstanley a été reprise plusieurs fois au XXe siècle, notamment par Chumbawamba en 1988 sur l'album English Rebel Songs 1381–1984
- Un collectif contre-culturel anarchiste basé à San Francisco, actif entre 1966 et 1968, porte le nom les Diggers de San Francisco
- Dans la série anglaise Skins, l'épisode de la fin de la première saison (Secret Party) parle des "Diggers", que les jeunes protagonistes veulent imiter lors d'une fête géante dans un château en ruine, au milieu d'une forêt.

## Filmographie
Winstanley, film réalisé par Kevin Brownlow et Andrew Mollo en 1975 d'après le roman de David Caute, Comrade Jacob.